# Årstaskogen och Årsta holmars naturreservat
Årstaskogen och Årsta holmars naturreservat är ett naturreservat i Stockholms kommun som invigdes i juni 2018.

## Beskrivning
Årsta skog ligger på en förkastningsbrant vid Årstavikens södra strand och Årsta holmar ligger i anslutning till skogen mitt i Årstaviken, med Tantolunden på vikens norra strand. Årstabroarna går över holmarna med bropelare på den västra av de tre numera sammanbundna holmarna Alholmen, Bergholmen och Lillholmen. Arealen omfattar sammanlagt cirka 66,3 hektar, varav Årsta skog 45 hektar, Årsta holmar 9 hektar, Årstaviken längs med Årsta skog 7 hektar och Årstaviken runt Årsta holmar 4 hektar. Inom reservatet ligger två anrika gårdar: Årsta gård och Årsta holmars gård.

## Syftet
Syftet med naturreservat är att området anses vara en viktig del i Stockholms "grönstruktur". Årsta skog är en del av rekreationsområdet runt Årstaviken och Årsta holmar är i Stockholms kommun unika innerskärgårdsholmar med ganska opåverkade natur- och kulturmiljöer.

## Tidplan
Stockholms stads exploateringsnämnd fick 2012 uppdrag av kommunfullmäktige att i samarbete med andra berörda nämnden ta fram ett konkret förslag. Nämnderna tog i maj 2014 beslut om att skicka sitt gemensamma förslag på remiss. Det nya naturreservatet invigdes i juni 2018.

## Bilder

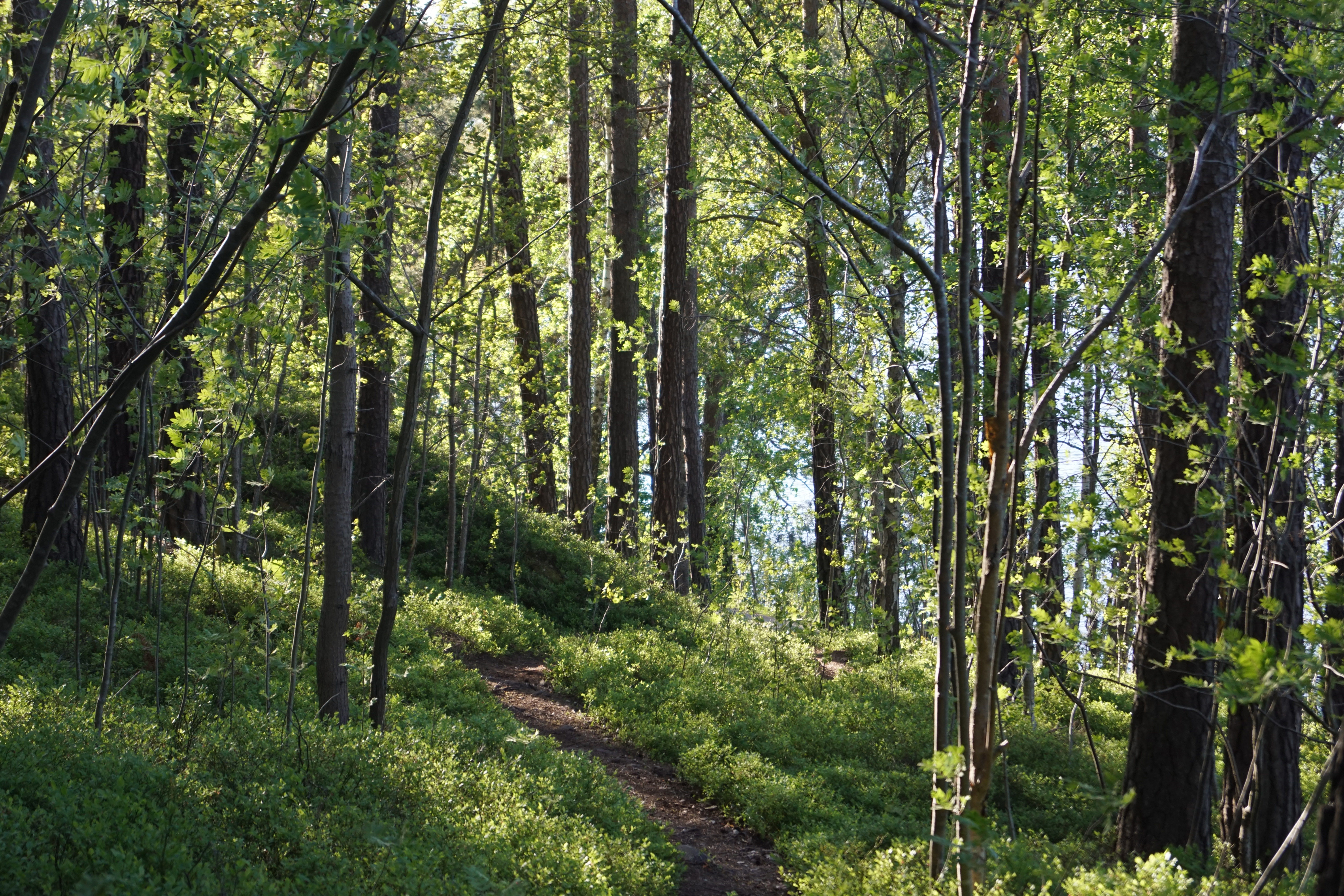
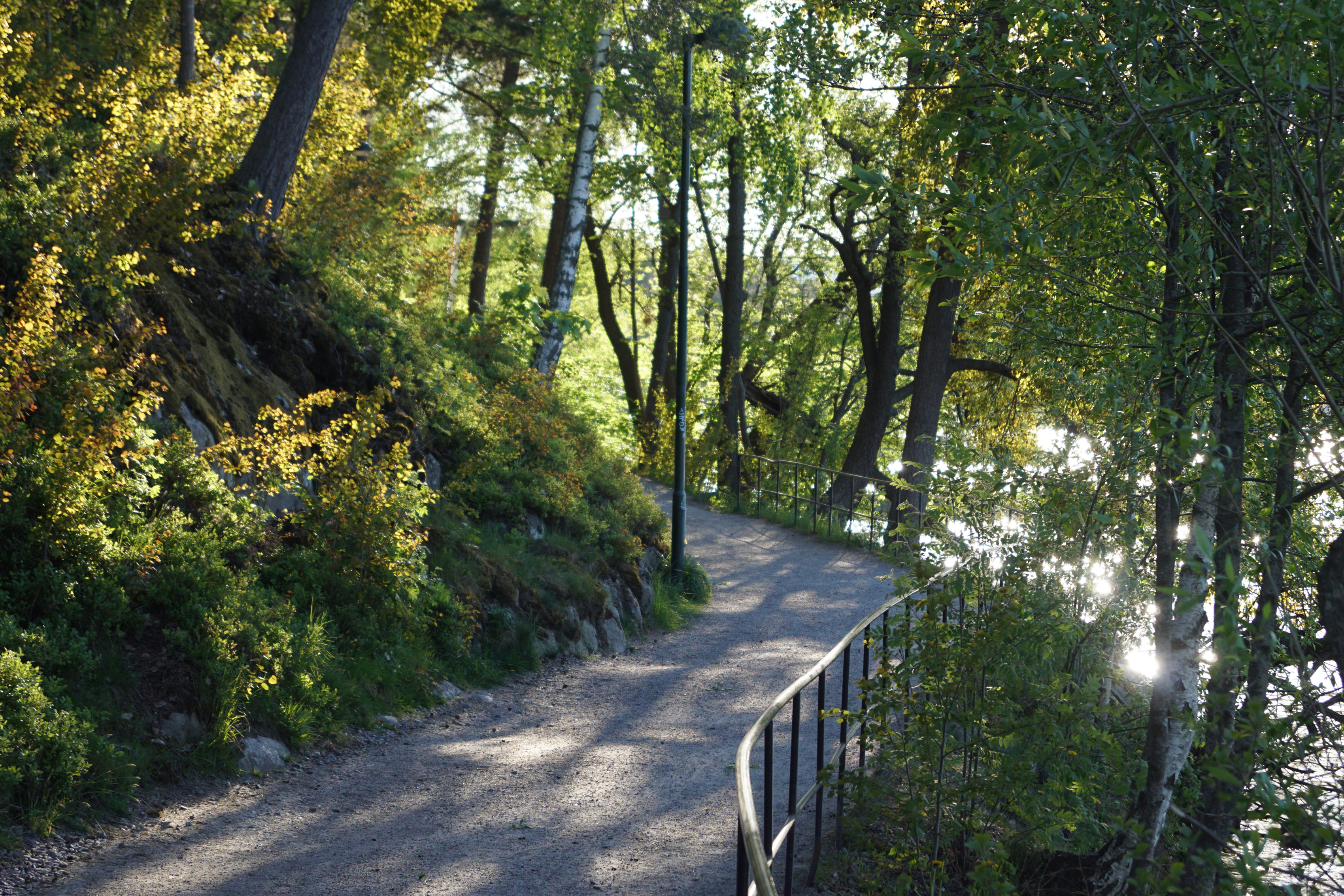
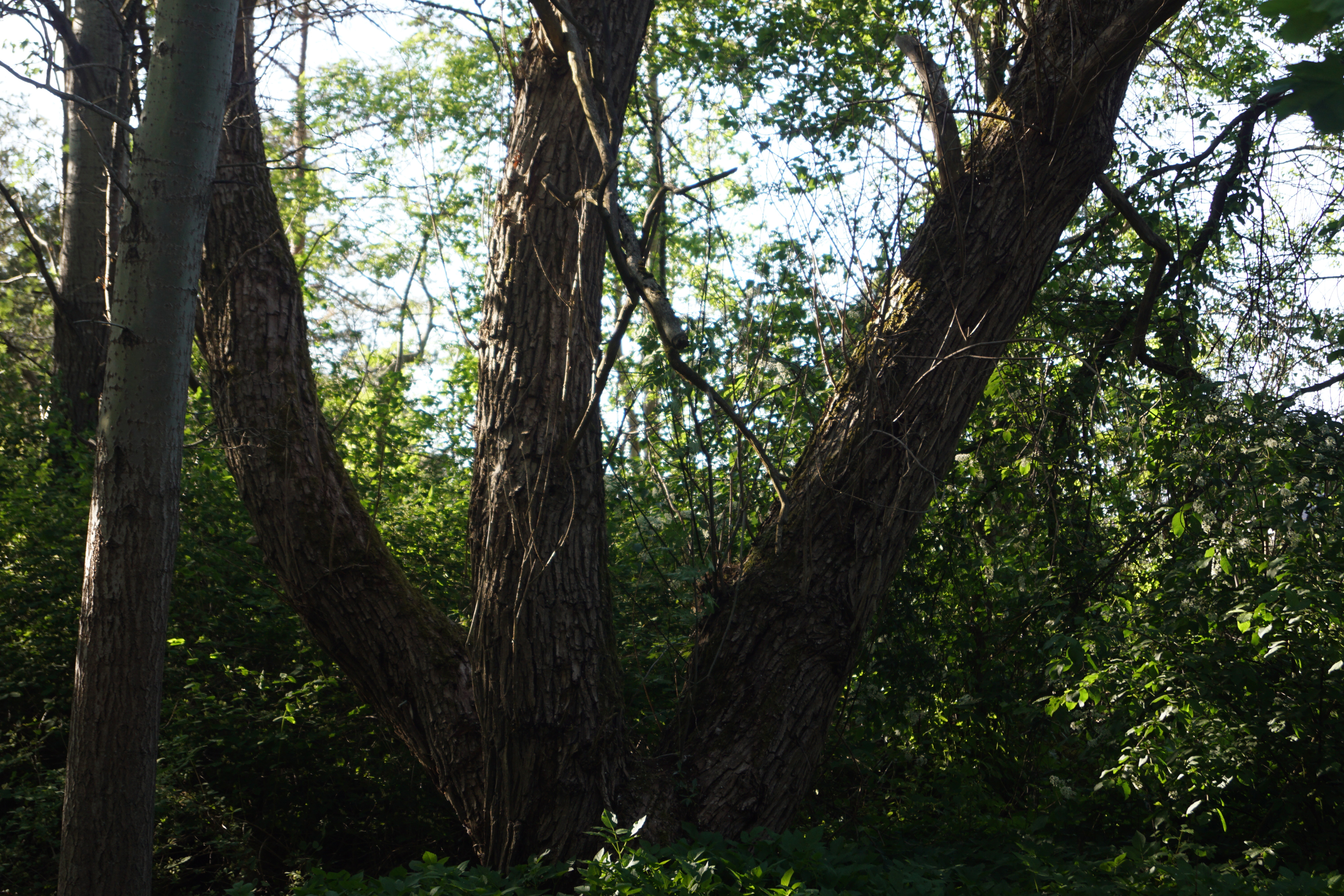
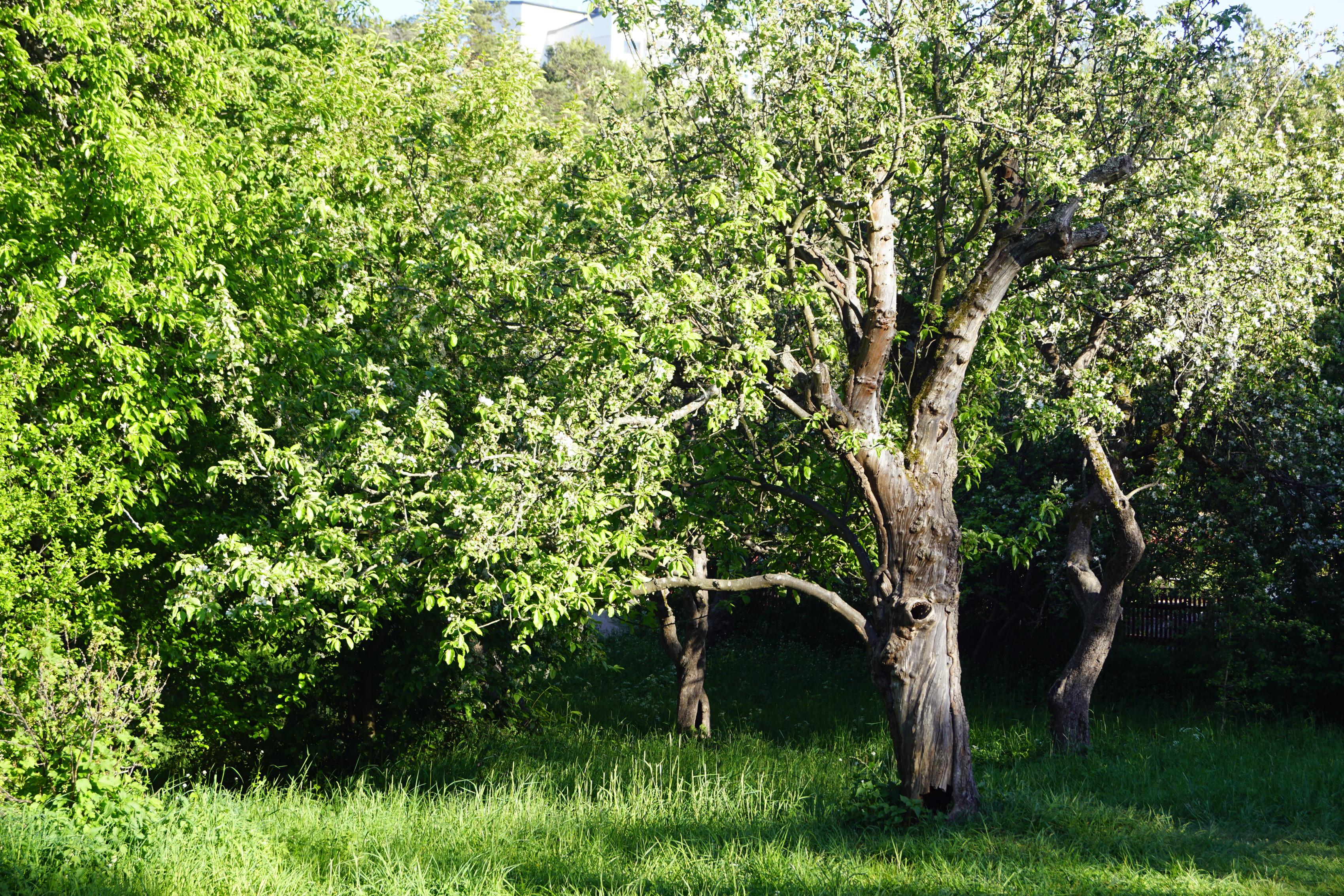